# Maxithlon
Maxithlon is een online atletiek-manager spel, browser-based en ontwikkeld in Italië. Het wordt gespeeld in 49 landen. De grootste 'Maxithlon-landen' hebben elk een eigen nationale competitie, de kleinere landen zijn verenigd in een internationale competitie. Het spel is vertaald in meer dan 25 talen. In dit spel concurreren spelers op regionaal, nationaal, continentaal en internationaal niveau. Dit gebeurt met individuele atleten afzonderlijk maar ook met atleten uit dezelfde ploeg als team. Het spel is gratis om te spelen, maar er bestaat ook een betaalde premium versie, Maxitrainer. Maxitrainer biedt geen spelvoordeel aan de gebruiker maar toont meer grafieken, overzichten of foto's.

## Gameplay
De speler kan een club van maximaal zestig atleten managen, waaronder sprinters, middenlangeafstandlopers, langeafstandlopers, snelwandelaars, springers, meerkampers en werpers. Als de atleten goed worden getraind, zullen ze hun eigen records breken en proberen om records op verschillende niveaus te breken (van regionaal tot internationaal). Elke week zijn er twee evenementen, op zondag is er de Nationale League en op woensdag Meetings of kampioenschappen van regionaal tot internationaal niveau.

## Maxitrainer
Een speler heeft er geen directe voordelen aan, maar hij heeft extra mogelijkheden op Maxithlon. De voordelen zijn:
- Grafische verbetering
- Verbetering op de pagina van zijn club
- Verbetering in zijn publieke relaties
- Makkelijker om zijn club te managen
- Geen reclame

## Lijst met landen

### Europa
- België
- Bosnië en Herzegovina
- Bulgarije
- Cyprus
- Denemarken
- Duitsland
- Estland
- Finland
- Frankrijk
- Griekenland
- Hongarije
- Ierland
- IJsland
- Italië
- Israël
- Kroatië
- Letland
- Litouwen
- Luxemburg
- Noord-Macedonië
- Nederland
- Noorwegen
- Oostenrijk
- Polen
- Portugal
- Roemenië
- Rusland
- Servië
- Slovenië
- Slowakije
- Spanje
- Tsjechië
- Turkije
- Oekraïne
- Verenigd Koninkrijk
- Wit-Rusland
- Zweden
- Zwitserland

### Amerika
- Argentinië
- Bahama's
- Barbados
- Brazilië
- Canada
- Chili
- Costa Rica
- Colombia
- Ecuador
- El Salvador
- Jamaica
- Mexico
- Peru
- Uruguay
- Venezuela
- Verenigde Staten

### Azië - Afrika - Oceanië
- Algerije
- Australië
- China
- Egypte
- India
- Indonesië
- Japan
- Maleisië
- Marokko
- Nigeria
- Nieuw-Zeeland
- Filipijnen
- Singapore
- Zuid-Afrika

## Categorieën
- Junior (14 – 17 jaar oud)
- U21 (tot 21 jaar oud)
- Senior (tot 34 jaar oud)
- Master (vanaf 35 jaar oud)

## Officiële competities

### Individuele competities
- Individueel Regionaal Kampioenschappen
- Nationaal Individueel Kampioenschap
- Continentaal Junior Kampioenschap
- Continentaal U21 Kampioenschap
- Continentaal Master Kampioenschap
- Continentaal Kampioenschap
- Wereld Junior Kampioenschap
- Wereld U21 Kampioenschap
- Wereld Master Kampioenschap
- Wereldkampioenschap
- Olympische Spelen

### Club competities
- Regionaal Club Kampioenschap
- Nationaal Club Kampioenschap
- Nationale League
- Club Internationaal Kampioenschap